# Feldberger Seenlandschaft
Feldberger Seenlandschaft ("Feldberg sølandskab")  er en kommune i Landkreis Mecklenburgische Seenplatte, i delstaten Mecklenburg-Vorpommern, Tyskland .
Kommunen ligger i den sydøstlige del af Landkreisen, og er opkaldt efter Mecklenburgische Seenplatte i det omkringliggende område, der bl.a. omfatter søerne Carwitzer See, Feldberger Haussee, Breiter Luzin og Schmaler Luzin.
Den er præget af turisme og udgør et center for området. Historisk set er den en del af kulturregionen Mecklenburg-Strelitz.
Bydelen Feldberg er siden oktober 2015 blevet certificeret som Kneipp-kursted. Bebyggelserne Carwitz, Fürstenhagen, Koldenhof, Lichtenberg, Mechow, Schlicht, Triepkendorf, Waldsee og Wittenhagen er statsanerkendte kursteder.
I umiddelbar forlængelse af Anden Verdenskrig blev forfatteren Hans Fallada, som på det tidspunkt boede i Feldberg, udnævnt til byens midlertidige borgmester i 18 måneder.